# NN-211
La carretera NN-211 es una vía departamental secundaria ubicada en el departamento de Rivas, en el suroeste de Nicaragua. Conecta el límite municipal entre Belén y Tola con la comunidad de El Ajal, facilitando el acceso a zonas rurales y mejorando el tránsito en esta región. Fue inaugurada en 2024 como parte del programa de mejoramiento vial del MTI.

## Trazado y cruces
La siguiente tabla muestra las principales localidades y conexiones por donde transita la NN-211:
| km    | Localidad                   | Departamento | Conexión / Ruta |
| ----- | --------------------------- | ------------ | --------------- |
| 0.0   | Límite municipal Belén-Tola | Rivas        |                 |
| 6.5   | San Pedro                   | Rivas        |                 |
| 14.02 | El Ajal                     | Rivas        |                 |

## Coordenadas
Uno de los tramos de la NN-211 puede ser encontrado en las coordenadas: 11°28′03″N 85°49′33″O / 11.4675, -85.8258